# أوكالبتوس عنقودي
أوكالبتوس عنقودي (بالإنجليزية: Eucalyptus racemosa) هي شجرةٌ متوطنةٌ في شرق أستراليا، وهي مُتوسطة إلى صغيرة الحجم، حيثُ يصل طولها إلى 20 مترًا.

## معرض صور

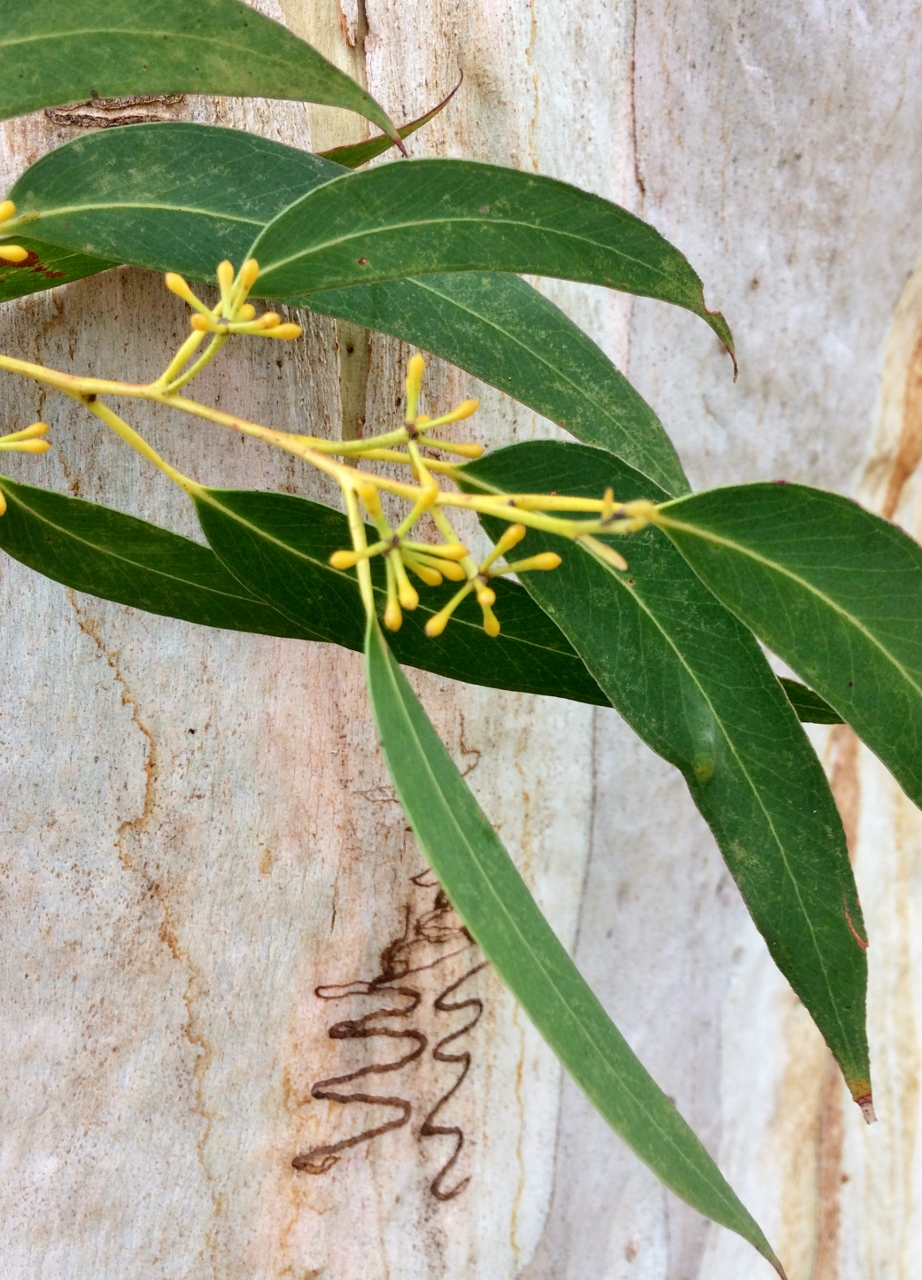
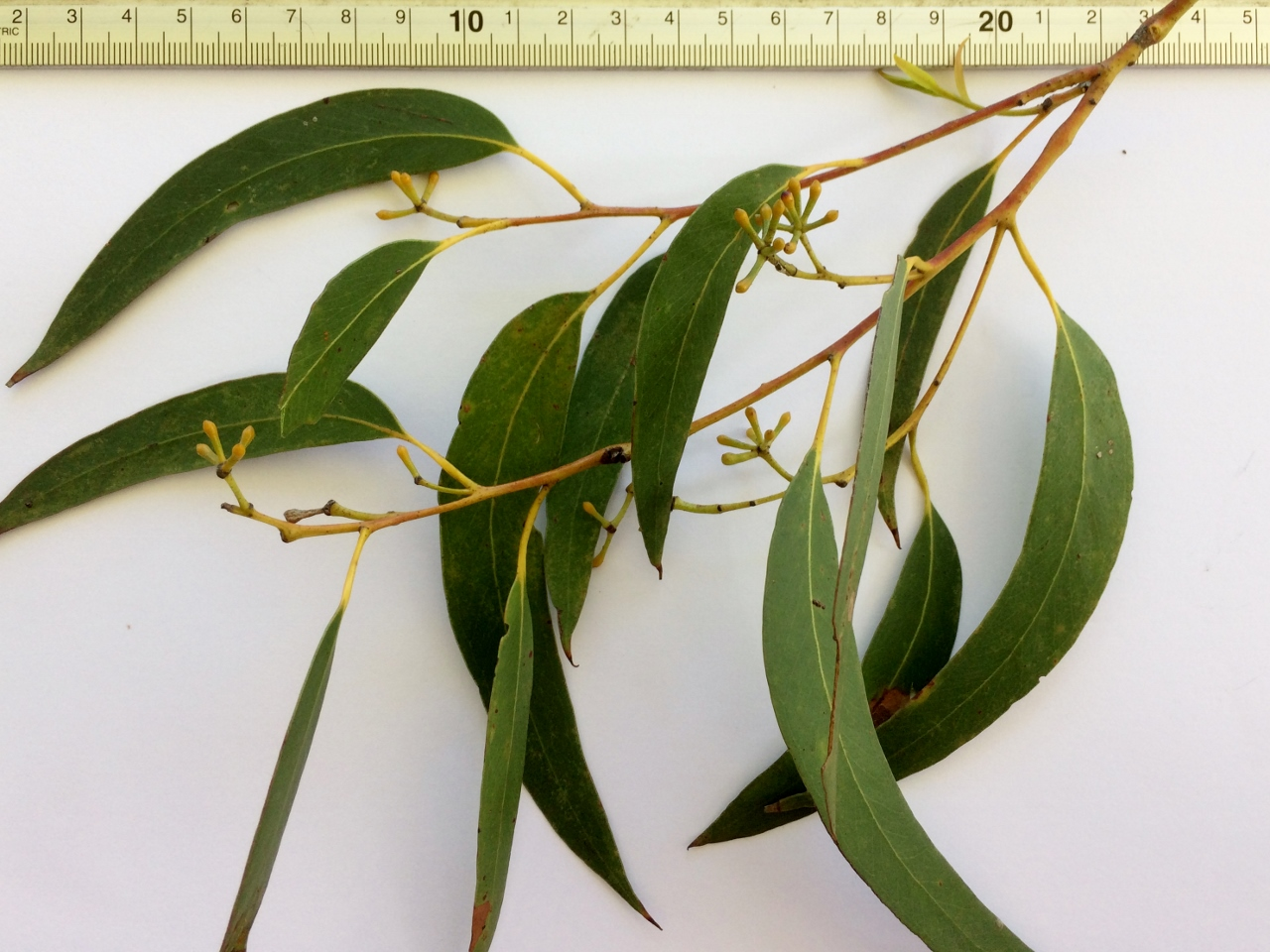
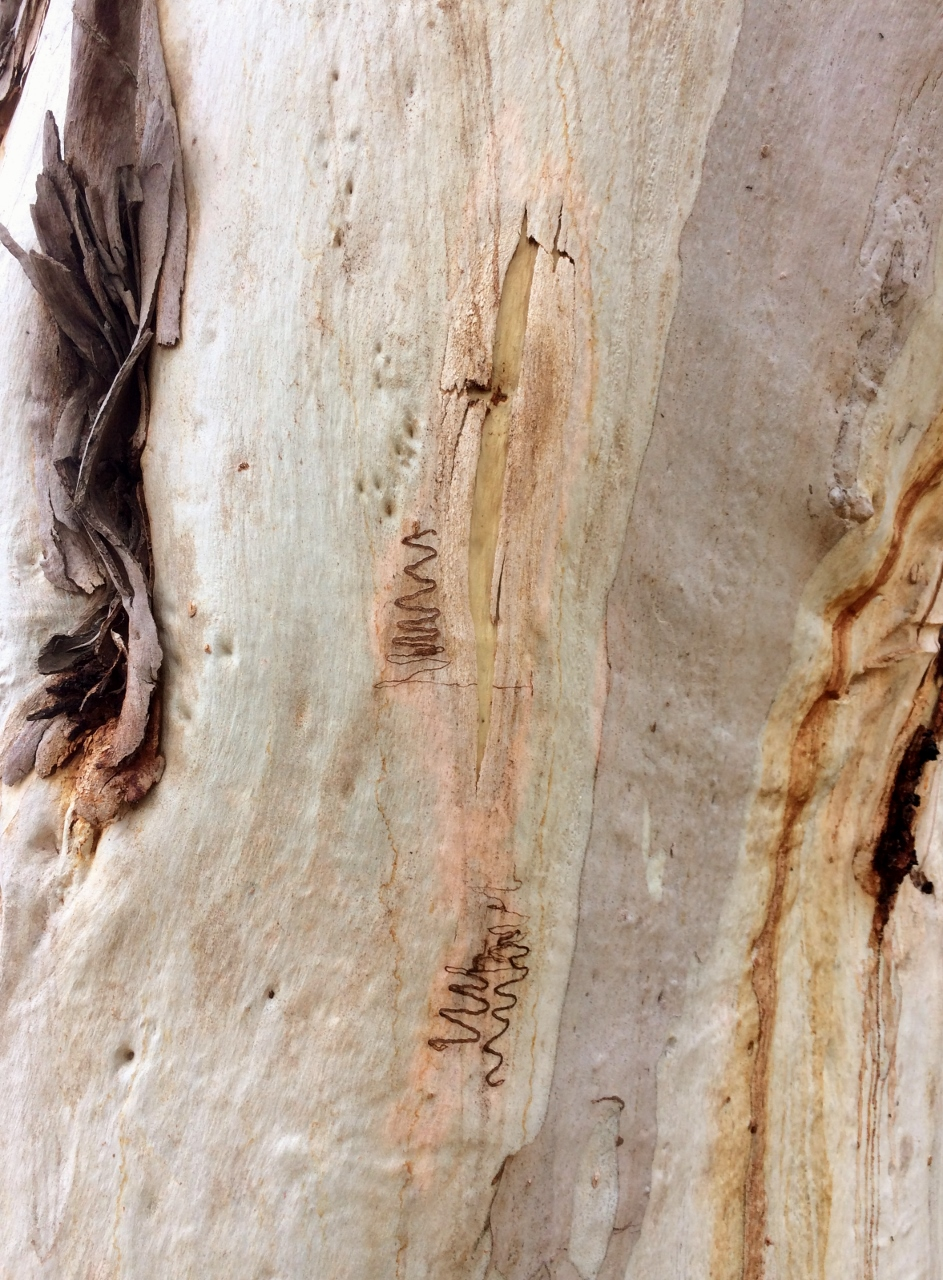
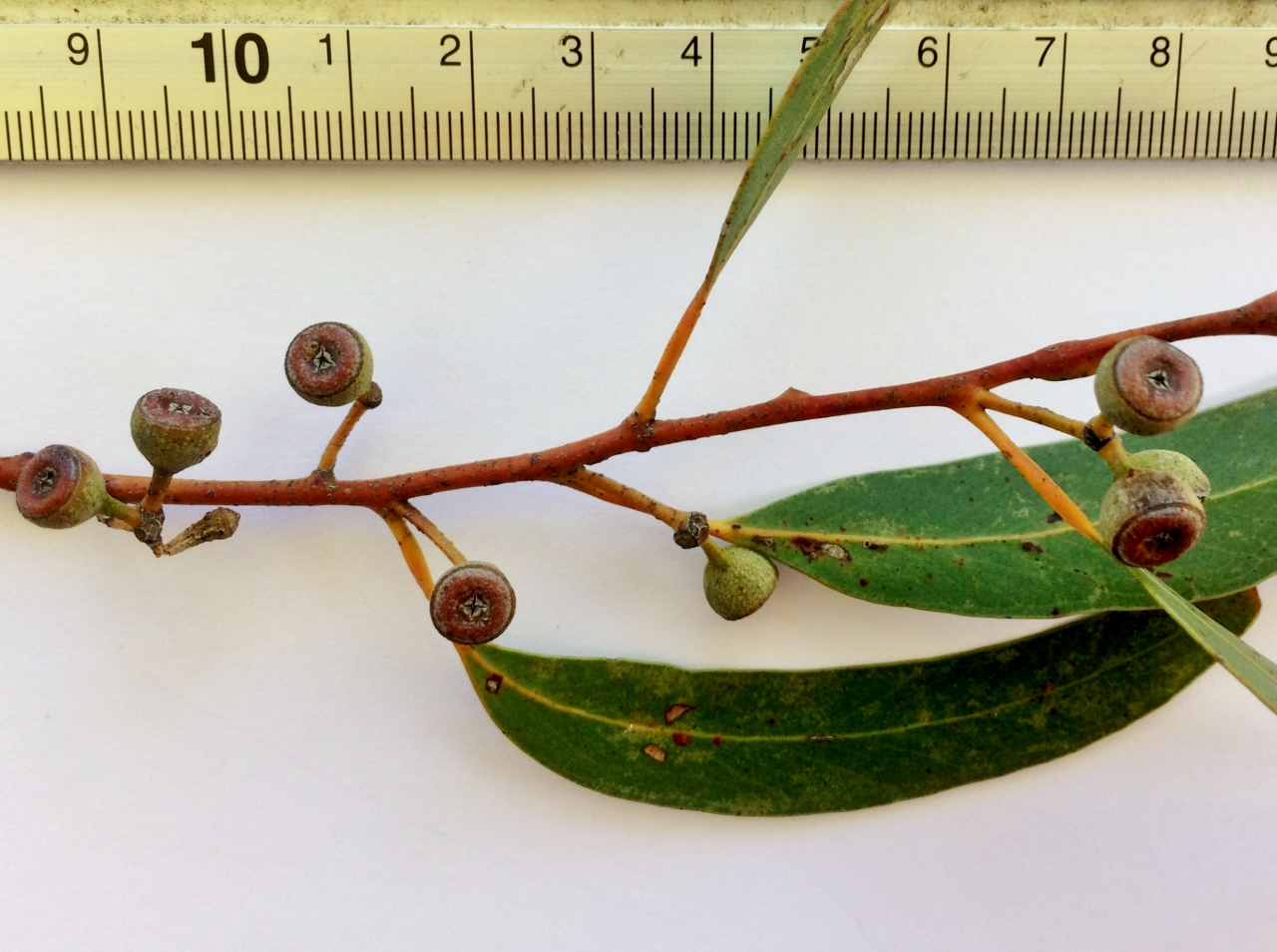